# Evolução de Biston betularia

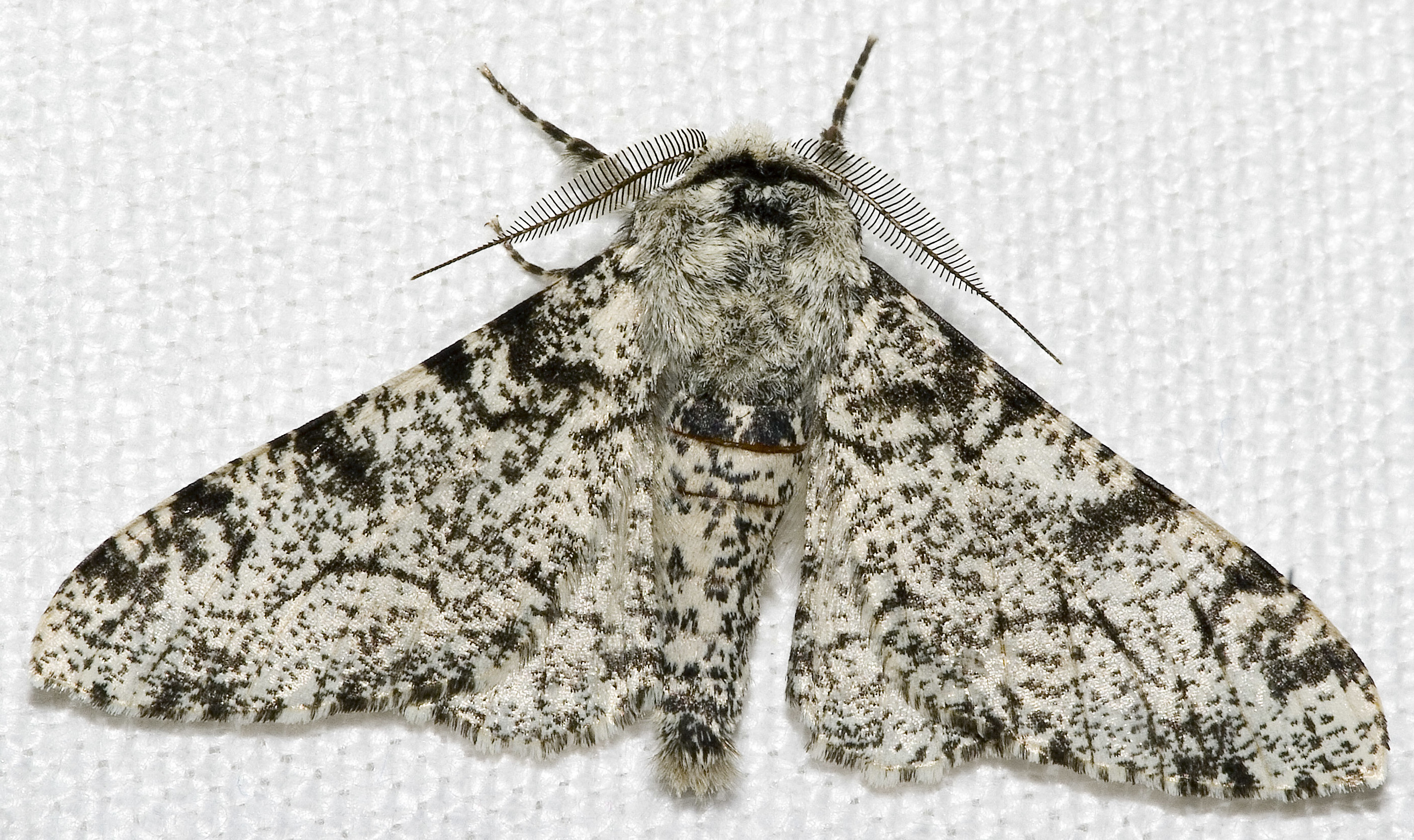
Biston betularia f. typica, a traça de corpo branco.

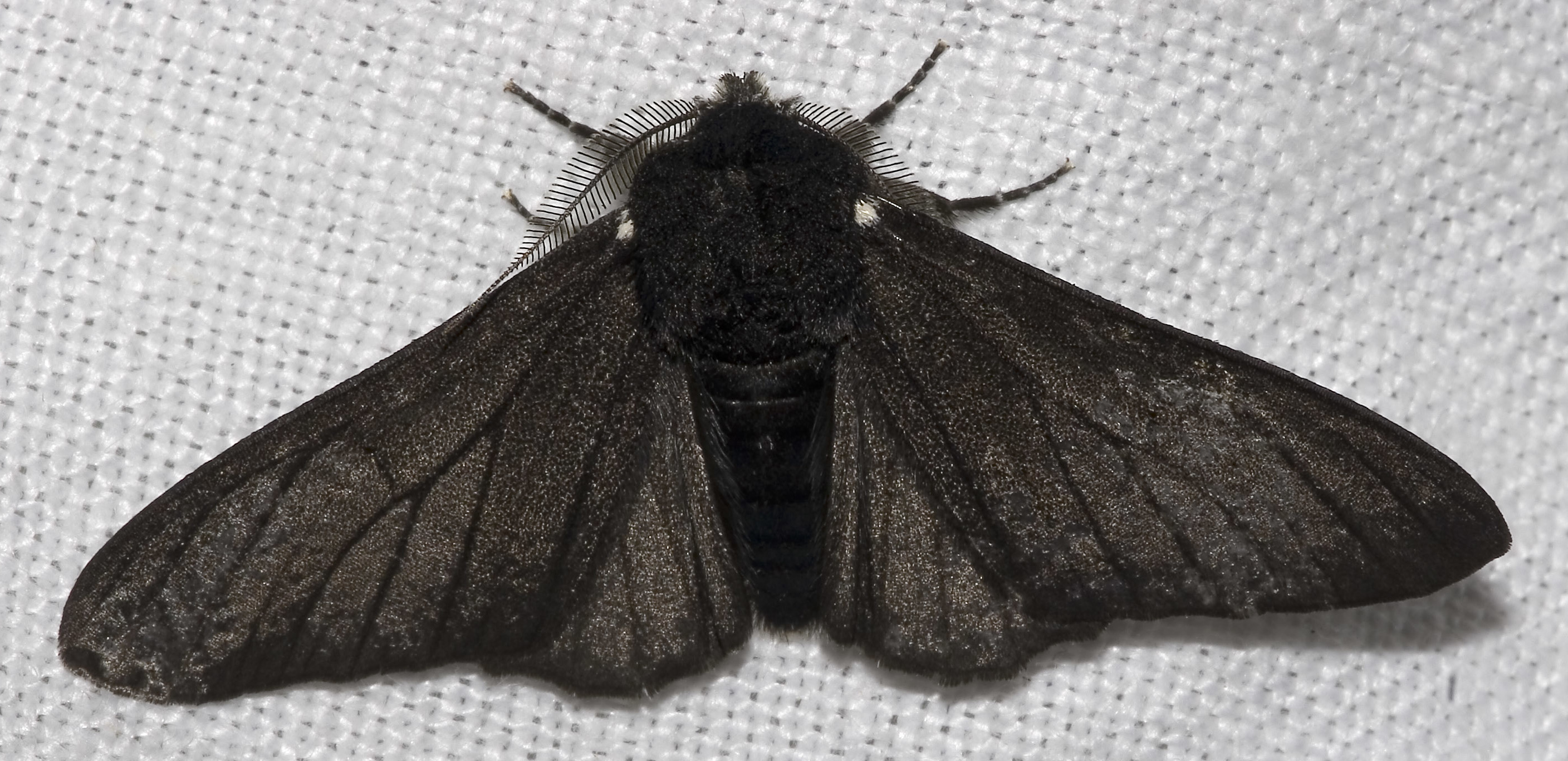
Biston betularia f. carbonaria, de corpo preto.

A evolução de Biston betularia consiste na variação da coloração na população desta traça como consequência da Revolução Industrial. O conceito refere-se a um aumento na frequência de traças de cor escura devido a poluição industrial, e uma diminuição recíproca num ambiente limpo. O fenómeno é por isso chamado de melanismo industrial. É o primeiro caso registado e experimentado da seleção natural, proposta por Charles Darwin, em acção, e continua a ser um exemplo clássico no ensino da evolução. Sewall Wright descreveu-a como "o caso mais claro em que um processo evolutivo conspícuo foi de facto observado."
As traças escuras ou melânicas (variedade carbonaria) não eram conhecidas antes de 1811. Após recolha de campo em 1848 em Manchester, uma cidade industrial em Inglaterra, foi descoberto que a frequência dessa variedade tinha aumentado drasticamente. Até ao fim do século XIX tinha já ultrapassado em número a forma clara original (variedade typica). Enquanto Darwin ainda era vivo, apenas se especulou sobre a importância evolutiva da traça. Foi só 14 anos após a sua morte, em 1896 que J. W. Tutt a apresentou como um caso de seleção natural.